# Staniszów

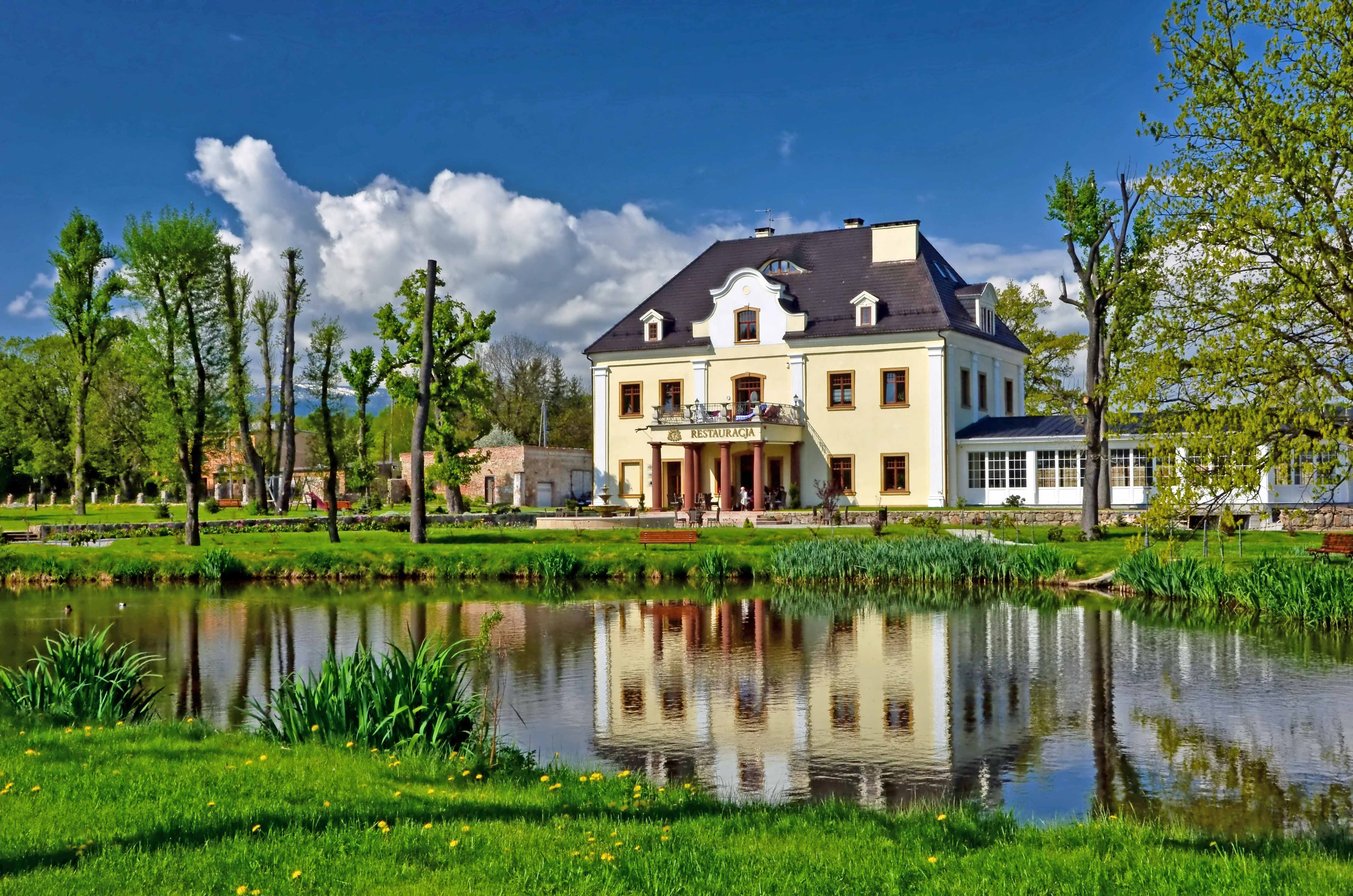
Pałac na Wodzie

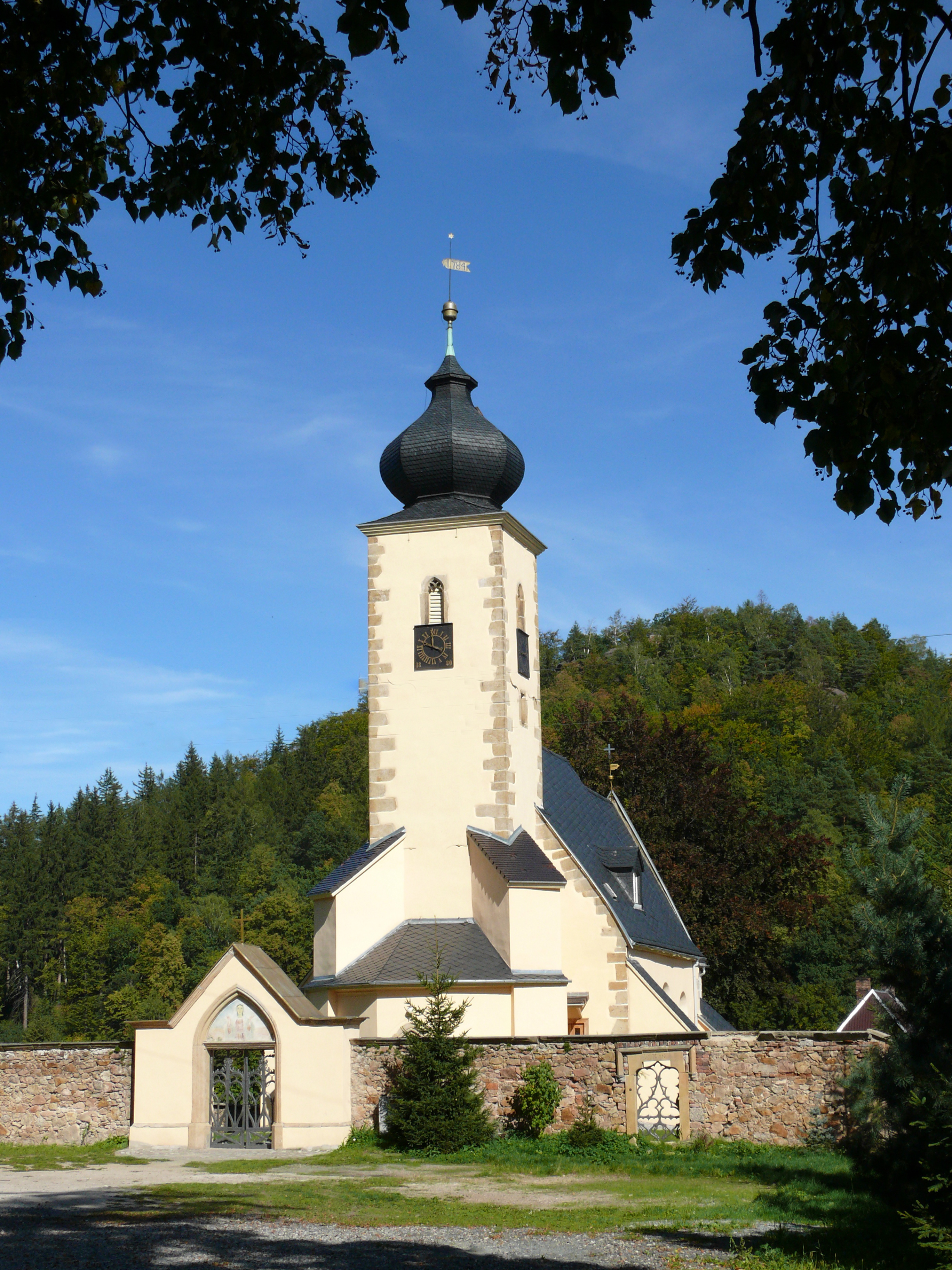
Kościół Przemienienia Pańskiego w Staniszowie

Staniszów (niem. Stonsdorf (do 1945), Stansdorf; od 1945 do 1948 Łącznikowo) – wieś w Polsce położona w województwie dolnośląskim, w powiecie karkonoskim, w gminie Podgórzyn licząca 817 mieszkańców (31 III 2011 r.).

## Położenie
Położona jest 9 km od miasta Jelenia Góra, na terenie Wzgórz Łomnickich, w obrębie Kotliny Jeleniogórskiej, w pobliżu uzdrowiska Cieplice.

## Podział administracyjny
W latach 1975–1998 miejscowość należała terytorialnie do województwa jeleniogórskiego.

## Historia
Pierwsze pisemne wzmianki z 1305 r. – Stansdorf, w 1395 r. – Stonsdorf. Majątek był własnością książąt Reuss (linii młodszej) (niem.: Reuß). W latach 1784–1787 hrabia Henryk XXXVIII Reuß zu Köstritz buduje pałac wraz z założeniem parkowym na prawie 200 hektarach. W udostępnionym dla zwiedzających parku znajdowały się sztuczne ruiny zamku, formacje skalne, polany widokowe i groty. Park i pałac zwiedzała Izabela Czartoryska podczas swojej wizyty na Dolnym Śląsku w roku 1816 (kiedy to też odwiedziła pobliski Bukowiec), aby porównać z urządzonym przez nią podobnym parkiem w Puławach. W parku znajdowała się też wieża widokowa Bismarckturm.
Od roku 1811 w dawnym browarze zamkowym produkowano likier ziołowy oparty na lokalnych recepturach i ziołach Echt Stonsdorfer. Później wytwórnię przeniesiono do podjeleniogórskiej wsi Kunice i tamtejsza fabryka znajduje się na rycinie wplecionej w etykietkę likieru produkowanego obecnie w Haselünne, w Emslandzie, przez wytwórnię należącą do grupy Berentzen pod nazwą Echt Stonsdorfer Bitter
Po wojnie w pałacu oraz zabudowaniach gospodarczych funkcjonowało dziecięce prewentorium przeciwgruźlicze, pogotowie opiekuńcze, później różne instytucje. Ostatnią była straż pożarna. W latach 90. XX wieku pałac pozostawał niezagospodarowany, a brak gospodarza znacząco przyczynił się do jego dewastacji.

## Zabytki
Do wojewódzkiego rejestru zabytków wpisane są obiekty:
- kościół obronny pw. Przemienienia Pańskiego, gotycki, z przełomu XV/XVI w.
  - cmentarz przy kościele
- dwór w Staniszowie, nr 68 dawna gospoda (zajazd) o budowie dworskiej,  z otoczeniem, z lat 1780–1790
- pałac na wodzie, nr 23, tzw. pałac dolny, hrabiowski, wzniesiony w 1787 r., przebudowany XIX w.; dwutraktowy, dwukondygnacyjny, nakryty dachem czterospadowym z powiekami, przed wejściem taras wsparty na kolumnach
- zespół pałacowy i folwarczny:
  - pałac, nr 100, tzw. pałac górny, pierwotnie dwór renesansowy z XVI w., przebudowany lub zbudowany na nowo w 1787 r. w stylu późnobarokowym, wtedy pałac powiększono o skrzydło wschodnie[7], przebudowany na początku XX w.; założony na rzucie prostokąta, dwukondygnacyjny, trójtraktowy, nakryty czterospadowym dachem z lukarnami
  - oranżeria, z 1818 r.
  - park, powstały w 1790 r.
  - budynek dworski (pałac myśliwski z parkiem) nr 111, z końca XVIII w., przebudowany w 1830 r. i na pocz. XX w., znajduje się poniżej pałacu, nr 100
  - ogrodzenie z bramą, z początku XIX w.
  - folwark:
    - obora, z końca XVIII w.
    - stodoła, z końca XIX w.
    - spichrz, z końca XIX w.
    - budynek mieszkalny, z końca XIX w.
    - otoczenie budynków, teren folwarku
- sztuczne ruiny Zamek Henryka, na szczycie góry Grodna, z 1806 r., przebudowany w 1842 r.

inne zabytki:
- krzyż pokutny.

W gminnej ewidencji zabytków znajdują się ponadto budynki o nr 3, 8, 23 (budynki gosp. w zespole pałacowym), 25 (dom i bud. gosp.), 29, 43, 44, 45, 53, 59, 64, 69, 75, 80, 97 oraz stanowiska archeologiczne we wsi.

## Czasy współczesne
Obecnie w pałacu, po jego gruntownym remoncie trwającym od roku 2001, funkcjonuje luksusowy hotel oraz restauracja. Renowacji poddawane są kolejne obiekty kompleksu pałacowego: Dom Kawalera oraz sąsiadujące zabudowania gospodarcze. W dawnej stajni planowane jest stworzenie galerii dzieł współczesnych twórców z regionu Sudetów Zachodnich.

## Turystyka
Miejscowość jest dogodną bazą wypadową do zwiedzania całych Karkonoszy, Rudaw Janowickich i Kotliny Jeleniogórskiej.